# Bois d’Indie
Bois d’Indie (auch: Bois d’Inde, dt. „Wald von (West)indien“) ist ein vulkanischer Berg am Südzipfel des Inselstaates Dominica. Bois d’Indie erreicht nur eine Höhe von 379 m (337 m), ist aber durch seine Lage sehr auffällig und bildet einen deutlichen Abschluss der Grand Bay.

## Geographie
Der Berg befindet sich auf dem Südzipfel der Insel, direkt an der Ostküste, und steigt direkt aus dem Meer aus an. Die bedeutendste Siedlung im Umkreis ist Berekua. Die Flüsse Am Ba Saut Ravine (N) und Morne Pendu Ravine (S) sind durch den Berg getrennt. Nach Westen ziehen sich Hagley und weitere Anhöhen zur Soufrière Ridge hin.